# Parco nazionale di Chvalynsk
Il parco nazionale di Chvalynsk (in russo Национальный парк «Хвалынский»?) si estende attraverso un altopiano di colline di gesso delle alture del Volga ricoperto da foreste miste di querce, tigli e conifere situato lungo la sponda occidentale del Volga. È situato circa 1000 km a nord del mar Caspio, nell'oblast' di Saratov, e domina dall'alto il bacino di Saratov. La sua estremità settentrionale è a circa 10 km a ovest della città di Chvalynsk e circa 200 km a nord-est di Saratov sul Volga. Con una superficie di 255 km², Chvalynsk è suddiviso in tre sezioni distinte. Il parco è stato istituito ufficialmente nel 1994.

## Geografia
Il parco si estende sulle colline di Chvalynsk, un altopiano che si allunga sulla sponda occidentale del Volga (quella nota come «Riva Destra»). Dal momento che il substrato è costituito principalmente da gesso e marna, la conformazione del terreno riflette un'estesa erosione dal centro della cresta, con terreni ondulati e collinosi e numerose gole e calanchi interconnessi. Il paesaggio vario crea molti micro-climi e ambienti diversi. La cima più alta (il Belenkaja, costituito quasi interamente di gesso) raggiunge i 369 metri di altitudine e ci sono altre cinque colline che superano i 250 metri. Le colline del parco sono per lo più ammantate da foreste di altopiano. Il Volga raggiunge la sua profondità massima (22 metri) all'interno del territorio del parco.
Più del 90% del parco è ricoperto da foresta. Vi sono numerosi affioramenti di substrato esposto e acque sotterranee che frequentemente affiorano in superficie con sorgenti. Tra gli ambienti naturali del parco vi sono foreste di pini e di latifoglie, piccoli fiumi e cavità, e vari tipi di margini di foresta e di steppa.
Il clima è continentale, con estati calde e asciutte e inverni miti. La stagione invernale dura da fine novembre a inizio aprile, con una media di 33 cm di neve.

## Flora
Le foreste sono costituite prevalentemente da querce (40%), tigli (30%) e pini (21%), con molte specie minori, comprese alcune orchidee che crescono sulle pendici ai margini della foresta. Nel parco sono state censite più di 970 specie diverse di piante vascolari, 26 delle quali rare o minacciate.

## Fauna
Dal momento che Chvalynsk si estende attraverso ambienti diversi - foresta, steppa semi-arida, Volga, collina, prati e valli di torrenti -, la fauna è relativamente varia e diversificata. Molte delle specie qui presenti sono rare o minacciate. Comuni sono i piccoli mammiferi quali lepri, castori, volpi e lupi. Tra i rettili, particolarmente diffuso è il marasso (Vipera berus), buon indicatore della qualità ambientale.
Tra gli uccelli rapaci, vivono qui l'aquila di mare, il falco pescatore e il raro falco sacro.

## Turismo
Il territorio del parco è suddiviso in zone protette, ricreative e commerciali e il turismo è particolarmente incoraggiato. Una serie di sentieri permette di visitare i punti più suggestivi del parco, come il Putešestvie po Dnu Drevnego Morja («Viaggio sul fondo di un mare antico»), dove è possibile approfondire la geologia della regione. Un altro sentiero conduce alla Peščera Monacha («Grotta del monaco»). È possibile inoltre visitare un museo sulla vita quotidiana dei contadini, il Derevenskoe Podvore («Fattoria del villaggio»), una cappella e alcune sorgenti sacre. All'interno della zona protetta è vietato l'accesso alle auto. È possibile soggiornare, previa prenotazione, in una pensione a gestione familiare o nella vicina città di Chvalynsk. Circa 30-35.000 turisti visitano il parco ogni anno.
Gli animali rappresentativi della fauna del parco possono essere visti in uno zoo all'interno del parco e, previo accordo, i visitatori possono effettuare un «safari» nella riserva stessa. Ai margini del parco si trovano una stazione sciistica e degli hotel resort. Nella città di Chvalynsk, a nord-est del parco, si trova un museo di storia locale. Chvalynsk è «gemellato» con il monumento nazionale di Fossil Butte, un'area protetta gestita dal National Park Service degli Stati Uniti.